# NGC 4292A
NGC 4292A (другое обозначение — PGC 213977) — галактика в созвездии Дева.
Этот объект не входит в число перечисленных в оригинальной редакции «Нового общего каталога» и был добавлен позднее.